# Accident d'autocar a l'AP-7 de març de 2016
L'accident d'autocar a l'AP-7 de març de 2016, conegut també com l'accident de Freginals, va ser un incident que es va produir el 20 de març de 2016 a l'autopista AP-7, a l'altura de la població de Freginals (Montsià), i en què van morir 13 persones, totes estudiants Erasmus de la Universitat de Barcelona.

## Fets
El 20 de març de 2016 a les 6 de matinada es va produir un accident de trànsit en el qual un autocar, que viatjava cap a Barcelona provinent de València, al kilòmetre 333 de l'AP-7, va perdre el control, va travessar la franja de la mitjana i va fer cap a l'altra calçada on, bolcat, un turisme que viatjava en direcció contrària va impactar contra la part de darrere del seu sostre. Com a resultat d'aquest fet, 13 persones hi van perdre la vida, totes elles estudiants Erasmus.
L'accident es va produir al seu pas pel terme de Freginals i va causar, a més de la pèrdua de 13 vides, que 43 persones resultessin ferides. El vehicle, de la companyia Autocares Alejandro, de Mollet del Vallès, portava 61 passatgers, la majoria estudiants Erasmus de la Universitat de Barcelona que havien passat el dia a València amb motiu de les Falles.
El conductor de l'autocar, que havia patit ferides lleus, va declarar el mateix migdia a la comissaria dels Mossos d'Esquadra de Tortosa, on havia estat traslladat després de l'accident. Segons va comunicar el Tribunal Superior de Justícia de Catalunya, va donar negatiu tant a la prova d'alcoholèmia com a la de drogues, descartant-se així aquesta hipòtesi com a causa de l'accident. La investigació va quedar a càrrec del jutjat número 3 d'Amposta, en funcions de guàrdia en ser un diumenge.
L'accident va provocar que l'AP-7 quedés tallada en sentit sud, a més de mantenir només un carril obert en sentit nord (Barcelona). Aquest fet va provocar que hi hagués retencions importants, coincidint les dates amb l'operació sortida de Setmana Santa.

## Conseqüències i reaccions
Com a resultat de l'accident, 13 persones van perdre de la vida. En un primer moment, el conseller d'Interior Jordi Jané va anunciar que havien estat 14 les víctimes mortals, tot i que a les 13:00 del mateix diumenge 20 de març va reduir-se la xifra a 13. D'aquestes, totes eren dones, provinents de diversos països, ja que a l'autocar hi viatjaven persones del Perú, Bulgària, Polònia, Irlanda, Palestina, Japó, Ucraïna, la República Txeca, Nova Zelanda, Regne Unit, Itàlia, Hongria, Alemanya, Noruega, Suïssa, Països Baixos, França i Finlàndia. Totes elles formaven part del grup de 61 persones, estudiants Erasmus de la Universitat de Barcelona (UB) –tot i que també n'hi hauria d'altres universitats–, que tornaven de les Falles de València.
El vehicle accidentat era l'últim en circulació d'un grup de cinc vehicles que tornava de València. Els altres quatre van arribar sense problemes a Barcelona, segons portaveus de l'empresa.

## Esclariment de les causes
El juliol de 2016, uns mesos després de l'accident, la investigació dels Mossos d'Esquadra va concloure que la causa de l'accident van ser la son i el cansament del xofer de l'autocar. L'atestat recollia canvis significatius en la velocitat del vehicle sense cap causa en el trànsit o en la via que els justifiquessin, declaracions d'un testimoni que assegurava que el conductor abaixava el cap i s'adormia, i també una comparació amb dos combois més que demostraven una conducció anòmala de l'autocar els moments previs de l'accident.
A partir d'aquest atestat, el jutjat d'Amposta va procedir a requerir a la Inspecció de Treball que investigués les condicions laborals del conductor i si s'havien respectat els seus períodes de descans. Uns mesos després, el 9 de novembre de 2016, la jutgessa instructora de la causa va arxivar el cas sense haver pres declaració al conductor (ho havia de fer dos dies després), en no trobar cap indici de delicte. Les conclusions de la investigació afirmaven que el xofer del vehicle sinistrat conduïa de manera estable i a una velocitat adequada, que havia fet els descansos que li pertocaven i que no s'havia distret ni tampoc havia consumit alcohol o substàncies estupefaents.
A partir d'aquell moment es va tancar la via penal i les víctimes podien reclamar per la via civil. Els familiars de les víctimes van rebre la notícia amb desconcert i els dies següents van presentar —juntament amb la Fiscalia— recurs contra aquell arxivament provisional. L'11 de gener de 2017 el nou magistrat número 3 d'Amposta va reobir la investigació en acceptar un dels recursos presentats. Segons la interlocutòria, es qualificava «d'urgent, essencial i transcendent» la declaració del conductor per determinar si hi podia recaure cap tipus de responsabilitat criminal.